# فيديو عبر الجوال
إن الفيديو عبر الجوّال (VoC)، المعروف أيضًا باسم بروتوكول الإنترنت للفيديو عبر الجوّال (VoCIP)، هو مصطلح خاص ببروتوكول يستخدم لمعالجة تدفق الفيديو مثل المراقبة باستخدام كاميرا بروتوكول إنترنت (IP) فائقة الوضوح عبر الجيل الثالث/الرابع وبشكل يفوق الاتصال عبر الجوّال. يتطلب إرسال الفيديو عبر الجّوال ترميز وتسجيل حزم بيانات الفيديو. وتقتصر طريقة النقل عبر أي شبكة حزمة جّوال مثل تقنية EvDO أو HSPA أو LTE أو WiMax على حد قياسي للبيانات يبلغ 5 جيجابايت من شركة الجّوال.
في عام 2009، تم السماح بحلول الفيديو عبر الجوّال (VoC) في الهيئات المعنية بالأمن العام من خلال شركات الجّوال ذات الشبكات اللاسلكية التقليدية مثل شركة فريزون للاتصالات وسبرينت وإيه تي آند تي التي تدعم سرعات النطاق الترددي من الجيل الثالث والرابع. وتستغل الهيئات المعنية بالأمن العام هذه التكنولوجيا في دعم قوات الشرطة والحراسة من خلال برامج مثل برامج الأسلحة والتكتيكات الخاصة (SWAT) وفريق الاستجابة للطوارئ الخاصة (SERT) التي تتطلب سرية مراقبة الفيديو دون الحاجة إلى كابلات (أسلاك) والتي كان يلزم استخدامها سابقًا في حلول المراقبة التقليدية لتوفير بث فيديو فائق الوضوح.

## المرجعية التكنولوجية
إن شركات الجّوال الكبرى الوطنية في الولايات المتحدة هي فريزون للاتصالات وسبرينت وتي موبايل ومنتجات الجيل الثالث/الرابع من شركة إيه تي أند تي
وكذلك شركة سيرا للمنتجات اللاسلكية وكاميرات المراقبة عبر بروتوكول الأنترنت وشركة ديجي وبلوتري للمنتجات اللاسلكية،
بالإضافة إلى كاميرا المراقبة عبر شبكات بروتوكول الإنترنت من سوني وأكسيس

## التطورات الحالية في حلول الفيديو عبر الجوّال
قسم العمدة في ريفر سايد- فريق الاستجابة للطوارئ الخاصة (SERT)
قسم شرطة لوس أنجلوس - الأسلحة والتكتيكات الخاصة (SWAT)

## التطورات الحالية في حلول الفيديو عبر الجوّال خارج الولايات المتحدة
شركة إنفودرو, و سيرفيجن, و إيلسايت, و في سنيس - توجد معظم مراكز بيع أجهزة الفيديو عبر الجوّال في إسرائيل.